# Balfurja
Balfurja (hebr. בלפוריה; ang. Balfurya) – moszaw położony w Samorządzie Regionu Emek Jizre’el, w Dystrykcie Północnym, w Izraelu.

## Położenie
Moszaw Balfurja jest położony na wysokości od 70 do 98 metrów n.p.m. w centralnej części intensywnie użytkowanej rolniczo Doliny Jezreel w Dolnej Galilei, na północy Izraela. Okoliczny teren jest stosunkowo płaski, opada jednak w kierunku zachodnim. W odległości 2 km na wschód wznoszą się stoki masywu góry Giwat ha-More (515 m n.p.m.). Na północ od moszawu przepływa strumień Tevet. Wpada on do strumienia Adaszim, który przepływa na zachód od moszawu. W jej otoczeniu znajduje się miasto Afula, moszawy Ha-Jogew, Kefar Baruch, Kefar Gidon i Tel Adaszim, oraz kibuce Sarid i Ginnegar.
Balfurja jest położona w Samorządzie Regionu Emek Jizre’el, w Poddystrykcie Jezreel, w Dystrykcie Północnym Izraela.

## Historia

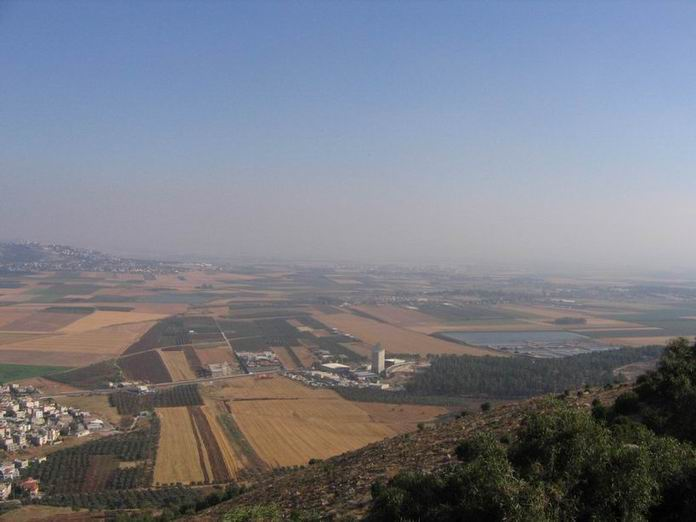
Widok moszawu na tle Doliny Jezreel

Na początku XX wieku rozpoczęło się osadnictwo żydowskie w Palestynie. Realizując plany Światowej Organizacji Syjonistycznej, różne żydowskie organizacje wykupywały od 1910 roku grunty w Dolinie Jezreel. W wyniku I wojny światowej w 1918 roku cała Palestyna przeszła pod panowanie Brytyjczyków, którzy w 1922 roku formalnie utworzyli na tym obszarze Mandat Palestyny. Umożliwiło to w kolejnych latach dalszy rozwój osadnictwa żydowskiego. W takich okolicznościach jesienią 1919 roku został zakupiona nowa ziemia w Dolinie Jezreel. Środki finansowe pochodziły od syjonistycznej organizacji Kehilat Syjon ze Stanów Zjednoczonych. Planowano utworzyć nową osadę rolniczą, w której miało zamieszkać około 100 weteranów z 38. i 39 Batalionu Legionu Żydowskiego. Wszyscy oni byli imigrantami ze Stanów Zjednoczonych i Wielkiej Brytanii. Dla nowej osady wybrano nazwę Balfurja, na cześć brytyjskiego Lorda Arthura Balfoura, który w 1917 roku ogłosił Deklarację Balfoura przychylną dla powstania państwa żydowskiego w Palestynie. Plan przewidywał, że w pierwszym roku osada będzie zarządzana przez instruktorów rolniczych przysłanych tutaj przez organizacje syjonistyczne. Mieli oni pomóc weteranom poznać zasady uprawy roli, oraz ułatwić współpracę osadników z okolicznymi przedsiębiorcami. W tym czasie planowano wybudowanie domów i zakupienie sprzętu rolniczego. Wszystkie zakupy realizowano na kredyt, z założeniem, że inwestycja zwróci się na przestrzeni kolejnych lat. W rzeczywistości nie zdołano jednak zebrać wystarczającej ilości środków finansowych, a większość weteranów powróciła do swoich krajów, zamiast zdecydować się na zamieszkanie w Ziemi Izraela. W rezultacie, pod koniec 1919 roku utworzono w tym miejscu niewielki obóz szkoleniowy, w którym zamieszkało 9 osadników i 25 wynajętych pracowników. Równocześnie zakończono proces wykupywania gruntów. Pod koniec 1920 roku obóz został porzucony. Pojawił się wówczas pomysł rezygnacji z osiedlenia w osadzie weteranów wojskowych i przekazania gospodarstwa w ręce zainteresowanych imigrantów.
W takich okolicznościach, w dniu 2 listopada 1922 roku został założony moszaw Balfurja. Zamieszkały w nim osoby, które przeszły szkolenie w spółdzielni Merchawja, a także grupa imigrantów szkolona w rejonie Petach Tikwa. Na nowo przybyłych czekały na miejscu wybudowane zabudowania infrastrukturalne. Każdy z 25 pierwszych mieszkańców otrzymał własną działkę, kredyt na budowę domu i zakup sprzętu rolniczego. Osada od samego początku istnienia była zamożna, a budynki wznoszono z cegły z dachówkami. Tutejsi mieszkańcy byli czasami nazywani przez innych osadników „milionerami”. W 1925 roku moszaw odwiedził Lord Arthur Balfour. W 1932 roku na moszaw napadła arabska banda dowodzona przez Izz ad-Din al-Kassama. W ataku tym zginął jeden mieszkaniec wioski. W 1934 roku dokonano odwiertu uzyskując dostęp do wody, co umożliwiło rozwój upraw rolniczych. W 1939 roku całość ziemi przekazano do Żydowskiego Funduszu Narodowego, który podpisał umowy najmu z mieszkańcami moszawu. W poszukiwaniu skutecznego rozwiązania narastającego konfliktu izraelsko-arabskiego w dniu 29 listopada 1947 roku została przyjęta Rezolucja Zgromadzenia Ogólnego ONZ nr 181. Zakładała ona między innymi, że moszaw Balfurja miał znaleźć się w granicach nowo utworzonego państwa żydowskiego. Arabowie odrzucili tę Rezolucję i dzień później doprowadzili do wybuchu wojny domowej w Mandacie Palestyny. Na samym jej początku siły Arabskiej Armii Wyzwoleńczej zajęły pobliskie wioski i sparaliżowały żydowską komunikację w regionie. Dopiero działania izraelskiej armii podjęte na początku I wojny izraelsko-arabskiej zabezpieczyły Dolinę Jezreel, stwarzając warunki do dalszego rozwoju tutejszych osiedli. W 1959 roku moszaw Balfurja podłączono do krajowego systemu wodociągowego.

## Demografia
Większość mieszkańców moszawu jest Żydami, jednak nie wszyscy identyfikują się z judaizmem. Tutejsza populacja jest świecka:

## Gospodarka i infrastruktura
Gospodarka moszawu opiera się na intensywnym rolnictwie. Uprawy gruntowe obejmują głównie warzywa i bawełnę. Poza tym uprawia się tutaj migdałowce i oliwki. Jest także hodowla bydła i drobiu. Część mieszkańców dojeżdża do pracy poza moszawem. W moszawie jest przychodnia zdrowia, sklep wielobranżowy i warsztat mechaniczny.

## Transport
Z moszawu wyjeżdża się na zachód na drogę ekspresową nr 60, którą jadąc na południe dojeżdża się do skrzyżowania z drogą nr 65 i do miasta Afula, lub jadąc na północ dojeżdża się do moszawu Kefar Gidon.

## Edukacja  i kultura
Moszaw utrzymuje przedszkole. Starsze dzieci są dowożone do szkoły podstawowej w kibucu Ginnegar i szkoły średniej w kibucu Mizra. W moszawie znajduje się ośrodek kultury z biblioteką, basen pływacki, sala sportowa z siłownią oraz boisko.

## Turystyka
Na północny zachód od moszawu znajduje się wzgórze Tell Jifar. Na jego szczycie wystawiono pomnik założycieli moszawu, upamiętniający także tych wszystkich, którzy polegli w wojnach o niepodległość Izraela. Rejon wzgórza zajmuje pozostałości niewielkiej bagiennej doliny. W 1979 roku utworzono tutaj Rezerwat przyrody Balfurja.